# 海鲫
海鲫，為輻鰭魚綱鱸形目隆頭魚亞目海鯽科的其中一種，分布於東太平洋區，從美國加州Fort Bragg至墨西哥加利福尼亞灣中部海域，棲息深度可達46公尺，體長可達39公分，主要生活在海草生長的岩石海域，屬肉食性，胎生，生活習性不明。